# 黑轴凤丫蕨
黑轴凤丫蕨（学名：Coniogramme robusta），为裸子蕨科凤丫蕨属下的一个植物变种。